# M1921 Christie
Az M1919 Christie harckocsi egyetlen átépített, kísérleti példányát nevezzük M1921 Christie néven. Az átalakítást a Drive Motor Company végezte el J. Walter Christie tervei alapján.

## Története
A közepes harckocsik fejlesztésének irányelvét a USA Tank Corps állította össze, mivel az első világháborús tapasztalatok alapján a nehézharckocsik gyenge manőverező képessége, kis sebessége nem tette lehetővé a hatékony páncélos-hadviselést.
Az M1919 tapasztalatai alapján megépített prototípus főbb változtatásai:
- a forgó torony elhagyása, amellyel kisebb lett a magasság és a tömeg, jobb az oldalstabilitás;
- kétoldali kiegészítő fegyverzet élőerő ellen;
- a himbarendszer átalakítása nagyobb futógörgőkkel;
- az első láncvisszafordító görgő hosszú hátrasiklásos rugózással ellátása;
- 4 előre és 4 hátrameneti fokozattal ellátott sebességváltómű;
- a támasztógörgő elhagyása.

Ezek a változtatások jobbá tették a konstrukciót, de a kezelőszemélyzet szűk helyét, a gyenge páncélvédettséget, az alacsony manőverező képességet nem javították meg. A meghajtott hátsó kerék továbbra is rugózatlan maradt. Ezért a gyalogság 1924-ben végleg lemondott az M1921 rendszerbe állításáról.

## További technikai adatai
- Mászóképesség: 40°
- Árokáthidaló képesség: 2,2 m
- Üzemanyagtartály: 63 l